# Nordisk Museologi
Nordisk Museologi är en fackvetenskaplig tidskrift om museologi som sedan 1993 utges av fem nordiska universitet. Tidskriften utkommer två gånger årligen. Huvudredaktör är professor Brita Brenna vid Oslo universitet.